# ThyssenKrupp Bilstein
thyssenkrupp Bilstein GmbH mit Sitz in Ennepetal und Essen ist ein Stoßdämpferhersteller mit ca. 4100 Mitarbeitern weltweit. Produktionsstandorte bestehen in Mandern, Ennepetal, Leicester, Sibiu, Hamilton, Poway, Shanghai und San Miguel de Allende.

## Geschichte

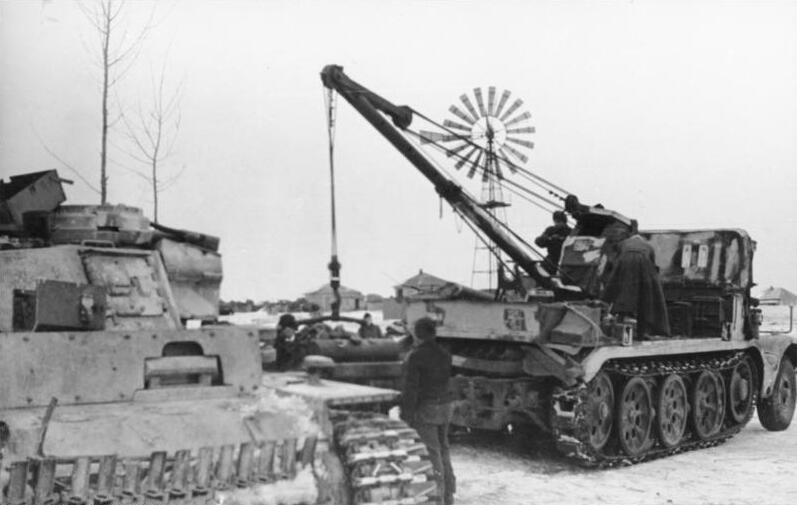
Sd.Kfz. 9 mit Bilstein-Kran bei der Reparatur eines Pz.Kpfw. III (Januar 1943)

1873 erfolgte die Gründung durch August Bilstein im westfälischen Altenvoerde. Es wurden Fensterbeschläge unter dem Namen AUBI, abgeleitet von August Bilstein, produziert.
1927 hatte das Unternehmen erste Erfahrungen als Automobilzulieferer:
Den Weg in Richtung Automobilzubehör-Industrie startete der Sohn des Gründers Hans Bilstein 1927 durch die Zusammenarbeit mit der Berliner Levator-Hebezeug-Fabrik, die 1930 übernommen wurde. Damit kam auch deren Kranproduktion zu Bilstein, die erst 1992 nach der Übernahme durch Krupp eingestellt wurde.
Im Zweiten Weltkrieg wurden bei Bilstein Zwangsarbeiter eingesetzt.
1954 begann die Entwicklung des Einrohr-Gasdruckdämpfers nach dem De-Carbon-Prinzip:
Bilstein baut den ersten Gasdruckstoßdämpfer nach einer Idee des französischen Schwingungsforschers Bourcier de Carbon. Ab 1957 erfolgte die Produktion der Gasdruckstoßdämpfer für Mercedes-Benz-Erstausrüstung und weitere Erstausrüstungen.
In den frühen 1990er Jahren kamen in der Sparte Dämpfungssysteme die ersten elektronischen (semi)-aktiven Dämpfungssysteme auf den Markt. Die Sparte Wagenheber und AUBI-Fensterbeschläge blieben ertragsträchtig und der Kranbau wurde stillgelegt. Ende der 1990er Jahre liefen alle Mercedes S-Klassen mit dem Luftfederungssystem aus dem Hause BILSTEIN vom Band.
1991 fand die Übernahme durch die Hoesch AG statt; das Unternehmen firmiert weiter als August Bilstein GmbH & Co. KG; nach der Konzern-Fusion der Hoesch AG und Krupp Stahl AG zu Krupp Hoesch, und dem späteren Zusammenschluss der Krupp Hoesch AG und Thyssen AG zur ThyssenKrupp AG, erfolgte die Umfirmierung zur ThyssenKrupp Bilstein.
1994–1998 erfolgte die Serienfertigung von verstellbaren ACD & ADS Stoßdämpfern. Das Luftfedermodul für die Mercedes-Benz E-Klasse wurde ab 2002 produziert.
Im Jahre 2004 präsentiert Bilstein das System DampMatic, eine passive amplitudenselektive Dämpfkraftverstellung für die Mercedes-Klassen, und DampTronic, ein elektronisch stufenlos verstellbares Dämpfungssystem, das in Zusammenarbeit mit der Porsche AG entwickelt wurde. 2005 wurden Luftfedermodule für die Mercedes S-Klasse (W221)in das Produktprogramm aufgenommen. Bis 2018 folgten diverse Ausführungen von DampTronic I und DampMatic I, außerdem fand in diesem Jahr die Serienproduktion von ersten aktiven Systemen (eSuspension) statt.
2005 fusionierten ThyssenKrupp Bilstein und ThyssenKrupp Federn zu ThyssenKrupp Bilstein Suspension. Die ThyssenKrupp Federn und Stabilisatoren GmbH wurde im Oktober 2011 aus der ThyssenKrupp Bilstein Suspension GmbH ausgegründet und verselbständigt mit dem Ziel, eine eigenständige Marktansprache bei den OEMs sicherzustellen.

## Motorsport
Die Motorsportgeschichte des Unternehmens begann vor rund 50 Jahren, als Mercedes-Benz erstmals Gasdruckstoßdämpfer von Bilstein in ein Rallyeauto einbaute. Porsche kam bald als Partner im Motorsport hinzu, gefolgt von Alfa Romeo, BMW und anderen.
Fahrer wie Niki Lauda, Alain Prost und Ayrton Senna gewannen mit Autos mit Bilstein-Dämpfern Formel-1-Rennen und -Meisterschaften, es gab fünf Titel in der Rallye-WM (Ari Vantanen), ein Porsche 911-Allrad mit Bilstein-Fahrwerk siegte bei der Rallye Paris-Dakar. Man war beteiligt an weltweiten Meisterehren in Off-Road, Rallye sowie Berg- und Tourenwagen-Europameisterschaften, Siege bei den großen 24-Stunden-Rennen von Le Mans, auf dem Nürburgring und in Daytona sowie Meistertitel in der Sportwagen-Weltmeisterschaft. Zeitweise startete bis zu 90 Prozent des NASCAR-Feldes oder des DTM-Feldes auf Produkten des Hauses. Im Jahr 2012 feierte Bilstein-Motorsport sein 50-jähriges Jubiläum. Im Mai 2013 wurde Martin Flick Leiter Motorsport bei ThyssenKrupp Bilstein.

### Blau-Gelbes Bilstein-Auto
Von 2004 bis Anfang 2009 arbeitete Bilstein mit dem Motorsportteam Land Motorsport zusammen, um eine neue Stoßdämpfergeneration im Renneinsatz zu erproben. Insgesamt wurden mit dem blau-gelben Bilstein-Porsche 19 Gesamtsiege in der BFGoodrich Langstreckenmeisterschaft und ein Sieg beim 24-Stunden-Rennen von Dubai 2009 erzielt. Anfang 2009 wurde der Audi R8 LMS mit Stoßdämpfern ausgerüstet. Auch hier arbeitete man gemeinsam mit Audi-Team Phoenix an der Weiterentwicklung der Motorsport-Stoßdämpfer auf der Nordschleife.
Im Mai 2012 konnte der von Phoenix eingesetzte blau-gelbe Bilstein-Audi R8 LMS Ultra das 24h-Rennen auf dem Nürburgring gewinnen. Den zweiten und dritten Platz belegten Mamerow Racing und Hankook-Team-Heico, deren Fahrzeuge ebenfalls mit Bilstein-Stoßdämpfern ausgerüstet waren.
Im Jahr 2013 wechselte Bilstein für das 24-Stunden-Rennen auf dem Nürburgring 2013 zu einem gelb-blauen Aston Martin V12 Vantage GT3 mit der Startnummer 007. Das Fahrzeug erreichte Platz 10.
2014 und 2015 folgten weitere Einsätze mit dem Aston Martin V12 Vantage GT3.
2016 brachte das Unternehmen sein neues, in vier Wegen verstellbares „Modulares Dämpfer System“ bei zahlreichen Teams beim 24h-Rennen zum Einsatz. Black Falcon rüstete drei AMG GT3 mit BILSTEIN-Fahrwerkkomponenten aus. Der BILSTEIN Mercedes-AMG GT3 fuhr auf Platz 1.
2017 erreichte der blaugelbe Black Falcon AMG Gesamtrang 5.
Aufgrund einer Rennunterbrechung und des darauffolgenden Re-Starts büßte das Mercedes-AMG Team Black Falcon beim 24-Stunden-Rennen auf dem Nürburgring kurz vor Rennende den Vorsprung von über vier Minuten ein und wurde vom Porsche 911 GT3 R von Manthey Racing geschlagen.
Ab 2019 folgte für das Unternehmen und den blaugelben Wagen der Einstieg in den Rallycross. Bilstein unterstützte ab dieser Saison das erfolgreiche Rallycross-Team Marklund Motorsport.
Yelmer Buurmann flog im zweiten Nacht-Qualifying 2020 im Schwedenkreuz bei feuchter Strecke ab und beschädigte seinen Mercedes erheblich. Das Team besorgte sich das Chassis eines Testfahrzeugs aus der AMG-Zentrale und schaffte es, den Mercedes-AMG GT3 mit der Startnummer 2 bis zum Start des Top-Qualifyings zu reparieren. Erreicht wurde ein Platz unter den besten 20 im Top-Qualifying.
2021 hatte der blaugelbe Mercedes-AMG GT3 #4 von Haupt Racing Team ebenfalls einen Streckenunfall und musste das Rennen vorzeitig beenden.
Platz 7 und 8 erreichten 2022 die Bilstein Rennwagen von Mercedes-AMG Team BILSTEIN, by HRT mit den Startnummern 12 und 6.